# Jean Rabaut
Jean Rabaut, né le 18 janvier 1912 à Courbevoie, mort le 1er juin 1989 à Évreux, est un journaliste et historien français.

## Biographie
Jean Rabaut a été dans les années 1930 membre du Cercle communiste démocratique, puis de la tendance Gauche révolutionnaire de la SFIO, et du PSOP. Étudiant en Sciences naturelles, il milite à la LAURS et à l'Union fédérale des étudiants. 
Il a été résistant pendant la Seconde Guerre mondiale, écrivant dans des journaux clandestins, rejoignant un maquis et combattant dans les rangs des FFI des Basses-Alpes. 
Après la Libération il est retourné à la SFIO, qu'il a quitté pour rejoindre le PSA puis le PSU. Il est revenu au Parti Socialiste qu'il a définitivement quitté en 1985. 
Titulaire d'un DES d'histoire, il s'est spécialisé dans l'histoire du socialisme et du féminisme. Il a cofondé en 1959 la Société d'études jaurésiennes.

## Publications
- 1914, Jaurès assassiné (1984, réédition 2005)
- L'Antimilitarisme en France (1810-1975) (1975)
- Féministes à la Belle époque (1985)
- Histoire des féminismes français (1978)
- Jaurès et son assassin (1971)
- Jean Jaurès (1971, réédition 1981)
- Marguerite Durand, 1864-1936 : "La fronde" féministe ou "Le temps" en jupons (1996)
- Tout est possible ! : les gauchistes français, 1929-1944 (1974 - réédition 2018)

## Sources
- Dictionnaire biographique du mouvement ouvrier français, tome 39 : RABAUT Jean, Adolphe (RABINOVICI Jean dit).
- Rabaut (1912-1989), sur le site La Bataille socialiste